# Hypnotic (singel)
„Hypnotic” – trzynasty singel fińskiego zespołu Bomfunk MC’s, który został wydany w 2004 roku. Został umieszczony na albumie Reverse Psychology.

## Lista utworów
- CD singel (2004)[1]

1. „Hypnotic” (Original Remix) – 4:04
2. „Hypnotic” (Dallas Superstars Remix) – 7:17
3. „Hypnotic” (Will Power & Infekto Remix) – 5:06
4. „Hypnotic” (Arrants Remix) – 5:09
5. „Put Your Hands Up” (Live Remix) – 3:40

## Notowania na listach sprzedaży
| Kraj      | Lista (2004/2005) | Najwyższa pozycja |
| --------- | ----------------- | ----------------- |
| Finlandia | Top 20 Singles    | 1                 |
| Niemcy    | Top 100 Singles   | 68                |